# Tetraonyx septemguttata
Tetraonyx septemguttata es una especie de coleóptero de la familia Meloidae.

## Distribución geográfica
Habita en Chile y en la Patagonia Argentina, ver http://www.coleoptera-neotropical.org/paginas/3_familias/MELOIDAE/arg/Tetraonyx-septemguttata.php. 